# Aérodrome de Séguéla
L'aérodrome de Séguéla, code IATA : SEO • code OACI : DISG, est un aéroport desservant Séguéla, une ville de Côte d'Ivoire. Il est situé à environ 3 km à l'est de la ville. L'aéroport possède une piste de 1 950 mètres qui sera asphaltée. 